# Csermák János
Csermák János (Dorog, 1920. február 4. – Dorog, 1999. november 14.) a Dorogi Bányász egykori legendás labdarúgója, majd elnöke, közéleti személyiség.

## Pályafutása
Mint a legtöbb dorogi srác, ő is már kicsi gyermekkorában beleszeretett a labdarúgásba és ideje nagy részét a sporttelepen töltötte. Hamarosan a kölyök csapat tagjaként játszott. Kortársai közül Turai, Klausz és Pfluger egyben a legjobb barátai is voltak. Az 1930-as évek végétől már a felnőtt csapat meghatározó játékosa, a védelem oszlopa. Pozsonyi Ignác feltűnése előtt a legnagyobb lövőerejű játékos egyike. Részese volt a csapat 1944-es Magyar Kupa elődöntőbe való jutásnak és tagja az amatőr másodosztályban bajnoki címet nyert csapatnak, valamint többször beválogatták a kerületi válogatottban. Az 1944-ben nyert bajnoki címmel kivívták az NB I-es osztályozón való szereplés jogát. Civilben a Dorogi Szénbányák mozdonyvezetőjeként dolgozott. Számos társával együtt őt is bevonultatták, majd frontszolgálatra küldték a második világháború végén, amelyet szerencsésen túlvészelt. A háború után érte el pályája csúcsát. Két ízben is bejutott a csapattal az NB I-be. Előbb 1945-ben sikeres osztályozó mérkőzésen, 1949-ben pedig az NB II. bajnokaként. Szintén tagja volt a Bajnokok bajnoka címet nyert csapatnak, majd a Népszava és Bányászkupa-győztes gárdának. 55 első osztályú mérkőzésen szerepelt. Az aktív játék befejezését követően a klub elnökévé választották. Később dolgozott a dorogi bánya alkalmazásában szociális előadóként.

## A legfalánkabb játékos
Étvágyáról legendák keringnek, miszerint ritka nagy étkű ember hírében állt. A falánkságát elsősorban a háború, majd az azt követő ínséges évek csak fokozták. Számára igyekeztek mindig dupla adagot juttatni a koszt elosztásánál, de még olyankor is az éhségéről panaszkodott. Az egyik legemlékezetesebb történet egy fővárosi vendéglőben fordult elő, ahol a csapat a bajnoki mérkőzését követően kívánta elfogyasztani az előre megrendelt vacsorát. Csermák annyira ki volt már éhezve, hogy előre ment és szeretett volna mielőbb étkezni. Mire az étterembe toppant, már fel is szolgálták az ételt, amelyet egy ültő helyében mind megevett. Csak később derült ki, hogy az általa bekebelezett vacsora a teljes csapaté lett volna. Amikor megtudta, hogy egymaga felfalta valamennyiük adagját elszégyelte magát és bocsánatot kért társaitól és a vendéglő személyzetétől, akik mindnyájan hatalmasat kacagtak a történteken. Természetesen újra tálaltak a játékosok részére, senki sem maradt éhen. Az eset végén megnyugodva ártatlanul csak annyit mondott: "Tudjátok fiúk, hosszú évek után először laktam igazán jól." Hatalmas étvágya ellenére soha sem volt elhízott.

## Magánélete
Édesapja, Csermák Vencel, a dorogi klub alapító tagja és a legősibb dorogi csapat labdarúgója volt. Felesége, Bolyai Kató, gyermekszínész, majd színtársulat vezető, aki olyan jeles színészekkel játszhatott egy filmben, mint Turay Ida, Tolnay Klári, Dajka Margit, vagy Páger Antal. Dorog egyik legaranyosabb, legkedveltebb házaspárjaként emlegették őket és hatalmas szeretettel árasztották el a helybeliek. Fiuk, ifj. Csermák János követve a családi vonalat, szintén a dorogi csapat labdarúgója lett. A családi idillt pedig tovább fokozták az unokák és dédunokák. A Dorogi FC 85. éves évfordulójára rendezett ünnepségen és a Dorogi Sportmúzeum avatásán részt vett, ahol meghatottan vette át a klub és a város kitüntetését. A rendezvény után hazament és le sem akarta tenni az újonnan kapott kitüntetését. Egyre csak azt ismételte feleségének, hogy mennyire boldog. Másnap ebéd után lefeküdt és 1999. november 14-re örökre elaludt.

## Sikerei, díjai
- Kiváló Dolgozó miniszteri kitüntetés
- Munka Érdemérem ezüstfokozata
- A Dorogi labdarúgásért végzett elévülhetetlen érdemeiért kitüntetés